# Pipistrel Virus
Pipistrel Virus je ultralahko enomotorno športno letalo načrtovano in izdelano pri podjetju Pipistrel iz Ajdovščine. 

## Razvoj
Letalo je visokokrilne izvedbe z T-repom. Ima dva vzporedna sedeža, fiksno podvozje z repnim kolesom ali pa tricikel izvedbo. Na voljo so tri različice: 
- Virus 912 z 12-meterskim razponom kril
- Virus 912 SW (Short Wing) z 80 konjskim motorjem in 10-meterskim razponom kril
- Virus 912 SW (Short Wing) z 100 konjskim motorjem in 10-meterskim razponom kril

Virus 912 SW 100 leti do  275 km/h, precej hitreje kot dolgokrilna izvebda
Virus je zmagal na tekmovanju NASA 2007 Personal Air Vehicle (PAV) Challenge. 
8. januarja 2012, je pilot Matevž Lenarčič z Virusom SW s turbopolnjenim močnejšim motorjem ROTAX 914 poletel okrog sveta.  Med drugim je letel poleg Mount Everesta. 19. aprila 2012 se je vrnil v Slovenijo in tako postal prva oseba, ki je opravila tako dolg polet (99.839 km) brez kopilota.
Leta 2015 je podjetje s predelano različico Virus SW 80 Garud zmagalo v konkurenci 11 ponudnikov na natečaju indijske vojske za dobavo 194 primerkov, ki jih bo naročnik uporabljal za trening pilotov vojnega letalstva, mornarice in kadetskega korpusa. To je največje naročilo ultralahkih letal v zgodovini in daleč največje naročilo za podjetje Pipistrel, ki bo za naročnika izdelalo 8 do 9 letal na mesec v naslednjih dveh letih in pol (z možnostjo razširitve pogodbe za nadaljnjih 100 letal).

## Tehnične specifikacije Virus SW100 912
Generalne karakteristike:
- Posadka: 2
- Dolžina: 6.05 m (19 ft 10 in)
- Razpon krila: 11 m (36 ft 1 in)
- Višina: 1.85 m (6 ft 1 in)
- Teža praznega letala: 284 kg (626 lb)
- Maks. vzletna teža: 600 kg (1,323 lb)
- Motor: 1 ×  Rotax 912ULS 4-cilindrični, 4-taktni vodno hlajeni, 100 hp (75 kW)

Sposobnosti:
- Maksimalna hitrost: 300 km/h (186 mph; 162 kn)
- Potovalna hitrost: 274 km/h; 170 mph (148 kn) pri 75% moči
- Dolet: 1,420 km (882 mi; 767 nmi)
- Največja višina: 7,000 m (22,966 ft)
- Hitrost vzpenjanja: 8.4 m/s (1,650 ft/min)